# Ректор
Ректор (лат. rector) је назив за управника универзитета или неке друге високошколске установе. Уз њега се налази и одређени број проректора за поједине области и они заједно сачињавају ректорат, сједиште административних служби универзитета.
Ректори су органи руковођења универзитета и одговорни су за његово представљање и заступање. Обично га бира сенат универзитета из реда редовних професора. Ријеч ректорат се може користити или за означавање звања, положаја и достојанства ректора или за његову канцеларију. Приликом свечаних прилика ректор носи своја посебна обиљежја као што су ректорски ланац и тога.